# Beate Paulus (Chemikerin)
Beate Paulus ist eine deutsche Chemikerin und Professorin für theoretische Chemie an der Freien Universität Berlin (FU Berlin).

## Werdegang
Paulus studierte Physik von 1987 bis 1993 an der Universität Regensburg. Sie schloss ihr Diplom mit einer Arbeit bei J. Keller mit dem Titel „Electrical conductivity in fullerides“ ab. Von 1993 bis 1995 war sie Doktorandin am Max-Planck-Institut für Physik komplexer Systeme in Stuttgart und später Dresden. Der Titel ihrer Dissertation war „Electronic correlations in semiconductors“. Ab 1996 war sie dort auch Postdoktorandin. Im Dezember 2005 stellte sie ihre Habilitation in Regensburg fertig. Seit 2007 ist sie Professorin für theoretische Chemie an der FU Berlin und Dekanin des Fachbereichs Biologie, Chemie und Pharmazie.